# Entedon pharnus
Entedon pharnus är en stekelart som beskrevs av Walker 1839. Entedon pharnus ingår i släktet Entedon och familjen finglanssteklar.
Artens utbredningsområde är:
- Bulgarien.
- Frankrike.
- Ungern.
- Nederländerna.
- Sverige.

Arten är reproducerande i Sverige. Inga underarter finns listade i Catalogue of Life.